# Sonate K. 182
La sonate K. 182 (F.132/L.139) en la majeur est une œuvre pour clavier du compositeur italien Domenico Scarlatti.

## Présentation
La sonate K. 182 en la majeur est notée Allegro. Scarlatti place entre chaque séquence une montée de deux notes qui parcourent le clavier d'octave en octave. De bout en bout, la seconde partie fait place au chant flamenco et se conclut avec un matériau différent de la première.

## Manuscrits
Le manuscrit principal est le numéro 6 du volume II de Venise (1752), copié pour Maria Barbara ; les autres sont Parme II 11, Münster IV 34 et Vienne B 34.

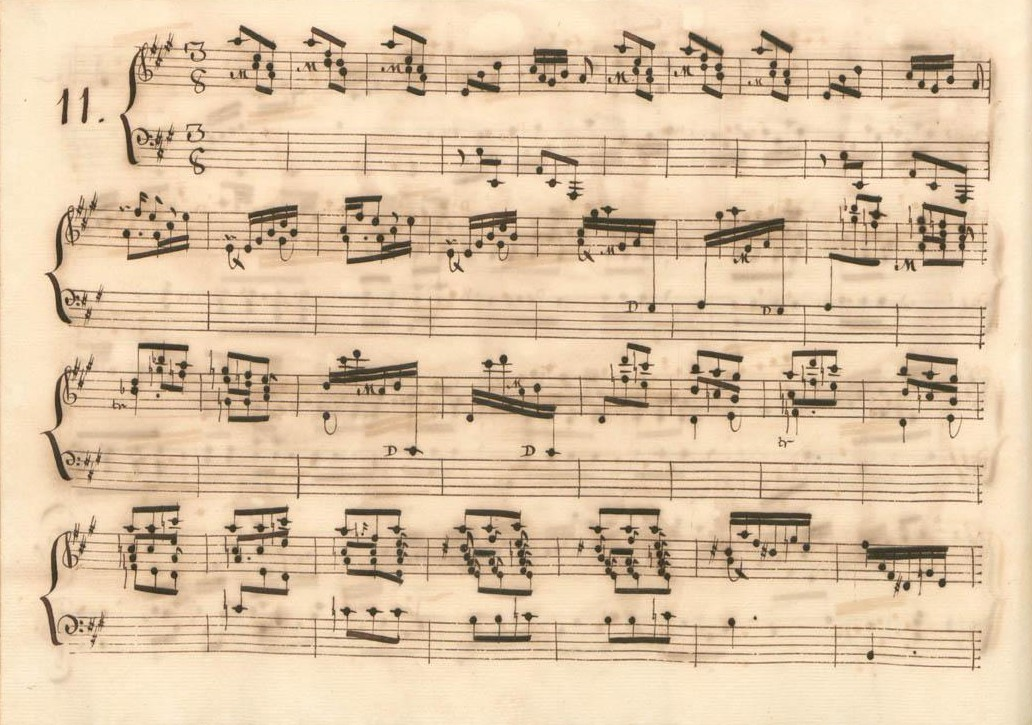
Parme II 11.
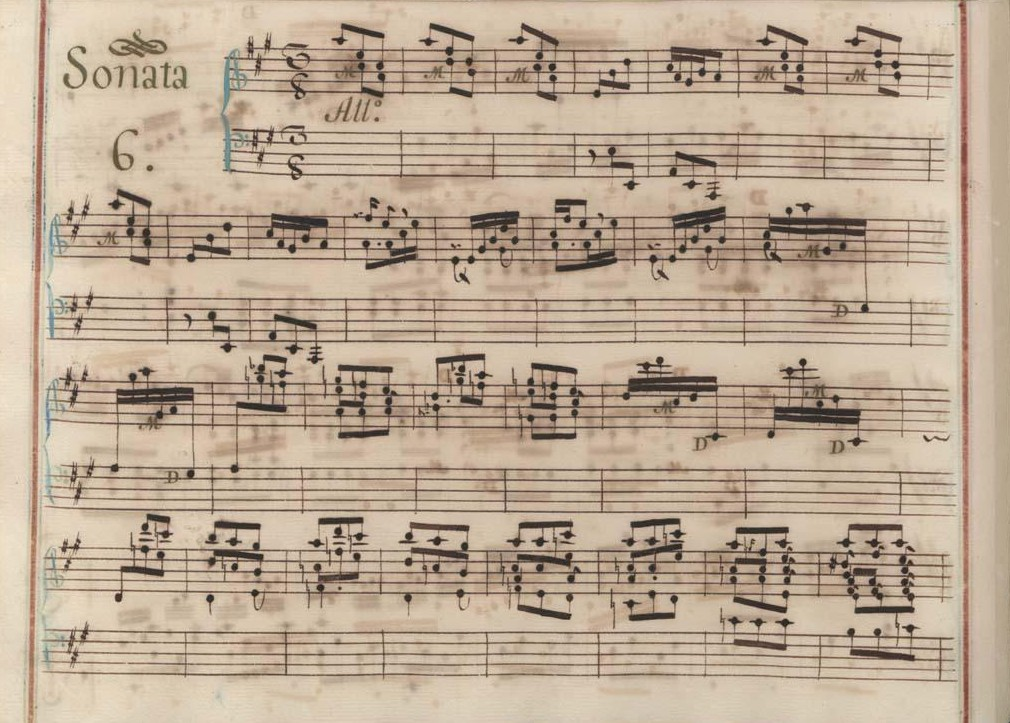
Venise II 6.

## Interprètes
La sonate K. 182 est peu jouée mais défendue au piano par Géza Anda (1943, DG), Carlo Grante (2013, Music & Arts, vol. 4) ; au clavecin par Scott Ross (1985, Erato), Richard Lester (2001, Nimbus, vol. 1) et Pieter-Jan Belder (Brilliant Classics, vol. 4).

## Sources
: document utilisé comme source pour la rédaction de cet article.
- Ralph Kirkpatrick (trad. de l'anglais par Dennis Collins), Domenico Scarlatti, Paris, Lattès, coll. « Musique et Musiciens », 1982 (1re éd. 1953 (en)), 493 p. (ISBN 978-2-7096-0118-4, OCLC 954954205, BNF 34689181).
- Alain de Chambure, « Domenico Scarlatti : Intégrale des sonates — Scott Ross », Erato (2564-62092-2), 1985 (OCLC 891183737) .